# Zen Gesner
Zen Brant Gesner (Van Nuys, California, 23 de junio de 1970) es un actor estadounidense de cine y televisión.

## Carrera
Gesner es reconocido principalmente por su interpretación de Simbad en la serie de televisión de 1997 The Adventures of Sinbad y por hacer parte del elenco regular de la serie All My Children, donde interpretó a un delincuente llamado Braden Lavery. Gesner apareció en un episodio de la popular serie Friends, en la que interpretó a una cita de Rachel Green.
Graduado de la prestigiosa Academia de Música y Arte Dramático de Londres (LAMDA), Gesner ha aparecido en gran cantidad de producciones cinematográficas desde su debut en la comedia de 1994 Dumb & Dumber. Entre sus apariciones destacan Osmosis Jones, Me, Myself & Irene, Shallow Hal y There's Something About Mary. En 2005 tuvo una pequeña participación en la comedia romántica Fever Pitch, protagonizada por Drew Barrymore y Jimmy Fallon.